# Pont de Sant Joan (Cardona)
Pont de Sant Joan és un monument que forma part de l'Inventari del Patrimoni Arquitectònic Català de la vila de Cardona (Bages). A tocar del pont s'hi pot trobar la Capella de Sant Joan del Pont.

## Descripció
El Pont de Sant Joan, està sobre el riu Cardener, afluent per la dreta del Llobregat. Antigament era de 6 arcs, actualment és tot nou, quedant-ne restes de les bases dels pilars.

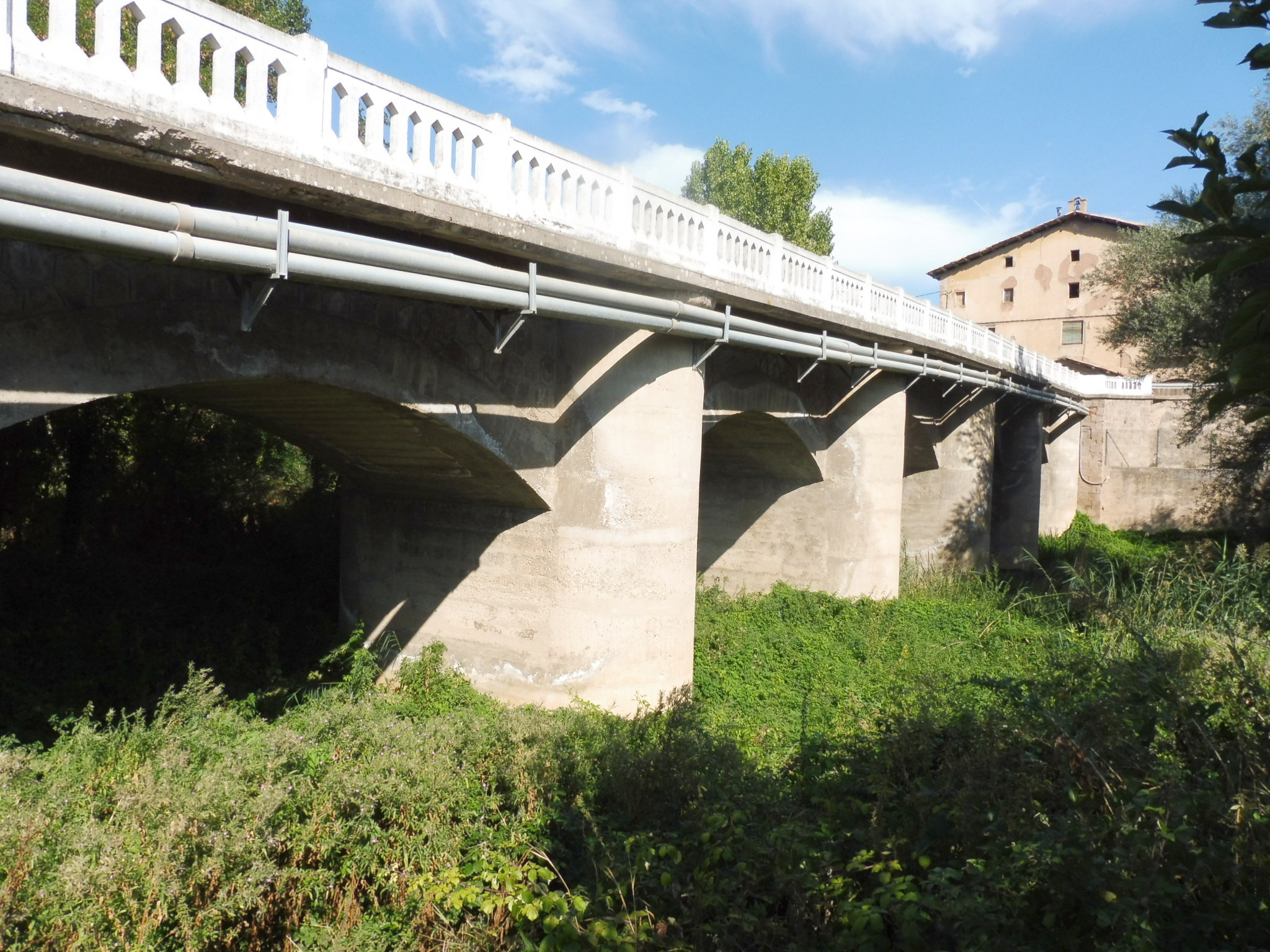
El pont de Sant Joan

## Notícies històriques
L'antic pont de Sant Joan - medieval- fou construït en el segle xv per a facilitar les comunicacions -donant pas a distints camins rals de ferradura endreçats a l'altra part del Cardener. Els camins anaven cap a Serrateix, Casserres i Berga, cap a Solsona, la Vall de l'Aigua d'Ora i Busa i cap Sant Llorenç de Morunys.
El pont està format per 7 arcs sostinguts per robustos pilars als contraforts angulars sòlids- a faixó de petits baluards. Té uns 80 m d'extensió per 3,25 m d'amplada- els arcs són d'alçada desigual -tenint el més alt 8,30 m.